# Luka Kovač
Dr Luka Kovač je izmišljeni lik iz televizijske serije Urgentni centar i tumačio ga je Goran Višnjić. Višnjićev lik je dodat među uloge na početku 6. sezone (1999. godine) nakon odlaska vodećeg lika Daga Rosa nekoliko epizoda pred kraj 5. sezone koga je tumačio Džordž Kluni.
Luka Kovač je odeljenski lekar urgentnog centra iz Hrvatske. Kaže da je imao radosno, ali skromno detinjstvo sa bratom, koliko se zna, a ostao je i u vezi sa ocem koji je slikar početnik i inžinjer "Hrvatskih železnica" iz Zagreba. Luka je služio u hrvastkoj vojsci i video je borbe. Bio je porodičan čovek i imao je suprugu Danijelu, sina Marka i ćerku Jasnu. Jasna je bila starije dete, a sa slike sa rođendana zna se da je imala najmanje četiri godine.
Kad je izbio rat u Hrvatskoj (1991−1995), Luka je živeo u Vukovaru i u početku nije hteo da se seli jer je hteo da završi stažiranje. Čekao je predugo pa je postalo nebezbedno da se ide. Dok nije bio kući jednog jutra, počelo je bombardovanje i njegovu zgradu je pogodila jedna od granata. Sin koji je još bio beba je poginuo na mestu. Supruga i ćerka su mu pomrle nekoliko sati kasnije. Krivica zbog toga ga izjeda jer je mogao da odnese ženu u bolnicu i spasi je, ali je on umesto toga ostao i pokušao da reanimira ćerku (što mu nije uspelo) pa je supruga iskrvarila.
U Sjedinjene američke države se preselio neko vreme posle toga kako bi okrenuo novi list, ali su dokazi o toma da je propatio od krivice preživelog i PTSP-a uskoro nastali uglavnom oko njegovih ličnih veza. Iako u početku nije hteo da se skrasi na jednom mestu jer je više voleo da putuje od Čikaga do jednog južnog grada, ponuda za posao od Keri Viver ga je naterala da prihvati trajni položaj u Opštoj bolnici. Ovo je bila prva od nekoliko značajnih odluka koje je Luka doneo, a koje su delimično uticale na odnose u njegovom životu.

## Odnosi
Luka je imao tri ozbiljen veze od kad se skrasio u Čikagu. Ubrzo pošto je stigao u Opštu bolnicu, počela je da ga zanima tada trudna glavna bolničarka Kerol Hatavej, iako je njihov odnos većinom bio prijateljski. Za Luku, Kerol je bila probni prvi pokušaj romantike, za razliku od žena koje su bile kao njegova supruga, a za Kerol je to bio korak ka sledećoj fazi njenog života. Kad su joj se rodila bliznakinje, poljubac sa Lukom je poslužio Kerol da shivati i ode iz Čikaga u Sijetl da buda sa pravom ljubavlju i ocem njene dece Dagom Rosom. Dok je imao odnos sa Kerol, Luka je upoznao i počeo da predaje studentkinji medicine bolničarki Ebi Lokhart, a ona je na kraju postala najduža i najvažnija veza u njegovom novom životu. Luka je u njoj prepoznao mogućnost da bude dobra lekarka pa joj je postao profesor i počeo da je ohrabruje kad je njen lični život doveo do toga da se povuče sa fakulteta.
Ta podrška i gubitak Kerol su sarplamsali Lukinu sledeću vezu. Početkom 7. sezone, Luka je počeo da se zabavlja sa Ebi, sada bolničarkom Urgentnog centra, kad ga je spontani poljubac naterao da razmisli o svom odnosu sa njom. Ta veza je označena nevoljom od prvog dana jer su bili opljačkani, a Luka je nenamerno ubio pljačkaša u samoodbrani. Započeli su i prisni odnos posle pljačke, a u početku ni jedno ni drugo nisu mogli da se posvete ni vežu u novoj vezi, iako su neko vreme bili srećni. Upoznavanje sa biskupom na samrti je pružio Luki neku vrstu iskupljenja za smrt supruge pa je neko vreme delovelo da je spreman da okrene novi list. Ipak, pojavljivanje Ebine problematične majke, kao i često mešanje dr. Džona Kartera kome se Ebi obratila za pomoć, je bilo previše za krhku vezu pa su raskinuli.
Iako im je raksid bio oštar, Luka je ostao baš zaštitnički nastrojen prema njoj (pogotovo kad ju je napao sused). Tokom sledećih nekoliko godina, on i Ebi su polako stvorili blisko prijateljstvo. Raskid je na Luku duboko uticao pa je onda prošao kroz dugo razdoblje tokom koga nije mogao da uđe u zadovoljavajuću vezu. On ima mnogo utvara i više voli da je osećajno otključan pa je jedno kratko vreme koristio polne odnose kako bi prikrio svoje teškoće. Imao je niz kratkih muvanja pre nego što je izgradio nehrišćanski odnos sa jednom droljom koja mu je više služila kao psihoterapeutkinja. Muvanje Luke i bolničarke Ćuni Markez su loše završilo u 9. sezoni, a ishod toga je bio da je Luka bio udaljen sa posla zbog nedoličnog ponašanja. Odbijao je niz nabacivanja studentkinje Erin Harkins (Lesli Bib), a onda je imao udes jer je vozio pijan kad se posvađao sa Ebi. Harkinsova je bila ozbiljno povređena u saobraćajnoj nesreći sutradan, a on ju je prevezao iscrpljen i besan u svom Dodžu. Ishod ovoga je bio da Luka zbog PPPS-a i deprimiranosti zatraži kratko odsustvo iz bolnice. Kad je Keri to osorno odbila, on je otišao iz opšte i vratio se taman kad je Keri htela da mu zvanično da otkaz. Uprkos svojoj deprimiranosti, on je uspeo da spase jednom dečaku život koristeći nesvakidašnji metod pa mu je dozvoljeno da ostane pod uslovom da ide kod psihologa gde gotovo da i nije sarađivao. Spoj krivica zbog grešaka u bolnici, krivice preživelog i PPPS-a su ga na kraju doveli do toga da prihvati jako opasan zadatak u Africi u udruženju "Zdravstveni savez".
Kad se Karter vratio u Sjedinjene države, Luka je ostao da radi u jednoj ruralnoj ambulanti u Kongu dok nije dobio malariju. Uprkos naznakama, on je pomogao da se spasu bolesnici tokom napada pobunjenika. Ipak, pobunjenici su ga uhvatili dva dana kasnije zajedno sa preživelim bolesnicima i saradnicima. Dok su zarobljenici odvođeni jedan po jedan na streljanje, Luka je kleknuo i počeo da se moli (na hrvatskom) po prvi put u životu. Iako pobunjenici prvo nisu obraćali pažnju nego su uperili oružje u njega, njihov vođa je primetio mali krst oko njegovog vrata koji mu je dala majka jedne male bolesnice. Misleći da je Luka sveštenik, pobunjenici su klekli oko njega i krenuli i oni da se mole pa su ga sutradan pustili zajedno sa još troje bolesnika. Karter ga je pronašao polu-mrtvog od malarije u logoru za izbeglice jer se vratio u Afriku pošto je rečeno u Opštoj da je Luka ubijen (legitimacija mu je pronađena u spaljenoj ambulanti). Pošto je odabrao da ostane u Kongu neko vreme, Karter je vratio Luku u Opštu vazduhoplovom.
Kad se vratio u Sjedinjene države, Luka je započeo vezu sa bolničarkom Samantom Tagart, a sve je gotovo godinu i po dana delovalo poprilično dobro sve dok on nije izrazio želju da ima još dece. Sem je već imala sina Aleksa koga je jasno puno volela, ali je odbila sa potpunom sigurnošću zbog toga što ne želi više dece. Sem i Luka su na kraju postali uzrujani zbog nemogućnosti da razgovaraju jedno s' drugim (Luka jer je Sem krila neke stvari od njega, a Sem jer Luka nije hteo da razgovara o svojoj prošlosti i što neće da prizna da njihova veza ima teškoća) što je dovelo do toga da se Sem i Aleks odsele. Njihov raskid, iako je delovao nekako grub, se na kraju rešio ljubazno. Jedina posledica je bila ta što Lukin odnos sa Aleksom nije bio ograničen. Ipak, kao i većina ljudi koji su imali velike teškoće, Luka je nastavio da bude zaštitnički nastrojen prema Sem i Aleksu.
Luka je onda ponovo počeo da se zabavlja sa Ebi Lokhrat (Mora Tirni) posle rasprave koja je dovela do poljupca i noći provedene zajedno. Ebi je posle toga zatrudnela sa Lukom i razmišljala da li da rodi dete zbog bipolarnog poremećaja kojeg ima u njenoj porodici. Luka ju je pustio da odluči, ali mu je posle nekoliko dana ona rekla da želi da zadrži dete. Iako su i dalje živeli u svojim stanovima i nisu se verili (Ebi nije bila za brak pošto joj je prvi bio katastrofa), oni su počeli da žive zajedno i delovali su srećni.
Luka je bio posvćeeni lekar i smatran je za jednog od najpristupačnijiih lekara. Takođe je podržavao i svetsko zdravlje i više puta je pružao svoje usluge programu Lekari bez granica zbog čega se više puta susretao sa smrću. Pošto je nekad bio vernik, Luka se borio sa svojim verskim uverenjima. Sumnje u to su se rodile posle pogibije njegove porodice. Dok je lečio Lajonela Stujarta (koga je tumačio Džejms Kromvel), on se naizgled suočio sa svojom gorčinom, iako se i dalje borio sa tim za šta je Bog odgovoran, a za šta ne. Kao odeljenski lekar, on je uopšteno strpljiv profesor specijalizantima i studentima, iako njegova predanost predavanju ponekad uzrujava bolničare koje moraju da trčkaju od bolesnika do bolesnika.
On i dr. Džon Karter su nekad imali jako protivništvo zbog osećanja i privlačenja prema Ebi - do te tačke da su napravili okršaj u epizodi "Tajne i laži" zbog koga su obojica krvarili, ali podela iskustva u Kongu kao i rođenje Karterovog mrtvorođenog sina je omogućila da bolje razumeju jedan drugog pa su opstali pravi prijatelji. U 12. sezoni je rečeno da se i dalje čuju pošto je Karter još u Africi. Najverovatnije su se čuli i u 15. sezone jer je Karter znao da su se Ebi i Luka odselili u Boston.
Nakon odlaska dr. Suzan Luis, Luku je u 12. sezoni u načelnika Hitnog zdravstva unapredila, u početku nevoljno, dr. Keri Viver. Njemu je konkurencija bio novi odeljenski lekar, sjajni, ali neuravnoteženi lekar Viktor Klemente. Luka i Klemente su postali rogovi u vreći još pre nego što su postali konkurencija na poslu. Njih dvojica su ostali u neprijateljskom odnosu neko vreme, ali su se na kraju sprijateljili. Ipak, Klementeove lične teškoće (među kojima je i to da je bio osumnjičen da je ranio sovju devojku i nesanica koju je dobio zbog uhođenja njenog bivšeg supruga) su naterale Luku da ga primi zbog PPPS-a na kraju 12. sezone i da mu otkaz. Keri Viver je u početku krivila Luku zbog rasula koje je Klemente napravio na poslu. Ipak, shvatila je da odbor želi da da otkaz Luki na početku 13. sezone pa je priznala da ga je ona držala na poslu mesecima protiv Lukine volje i tako njemu spasla karijeru, a sebe unazadila u odeljensku lekarku. Luka je kasnije bio prisiljen da razmisli o njenom otpuštanju (zbog čega je došlo do protivljenja većina zaposlenih među kojima je bila i Ebi), ali je pronašao način da je zadrži na poslu. Na kraju je Keri ipak dala otkaz polovinom sezone i započela novu karijeru na Floridi i ostala u dobrim odnosima sa Lukom.
U epizodi "Dvadesetjedan komad oružja" na kraju 12. sezone, Kovaču je ubrizgan lek za oduzimanje tokom pokušaja bekstva Seminog uhapšenog supruga. Pošto neko vreme nije sam mogao da diše zbog čega je mogao da umre, Sem je ubedila svoje zatočitelje da joj dozvole da ga drenira pre nego što je odvedu iz bolnice. Luka se probudio sat vremena kasnije sa drenom u grlu i zavezan za krevet. Tokom pucnjave koja je usledila, on je bespomoćno gledao iz sobe kako Ebi u poodmakloj trudnoći pada na pod zbog unutrašnjih povreda koje je zadobila.
Na početku 13. sezone, u epizodi "Krvne veze", Kovača je spasila Keri Viver i shvatili su da Ebi ima ozbiljne povrede zbog pucnjave. Luka je otpratio Ebi na Ginekologiju gde je utvrđeno da će morati na carski rez koji je doveo do složenosti zbog kojih je morala da joj se ukloni materica. Dete (koje su Luka i Ebi nazvali Josip po Lukinom ocu, a zvali Džo zbog Ebinog oca koji je voleo boksera Džoa Frejzera) je rođen pre vremena pa je zbog toga imao nerazvijena pluća i još neke ozbiljne teškoće. Nakon nekoliko napetih nedelja i hitne operacije, zdravi Džo je pušten iz bolnice, a Luka i Ebi su započeli roditeljstvo. Ubrzo po povratku na posao, Luka je morao da se brani zbog tužbe za nemar koju je podigao Kertis Ejms (koga je tumačio Forest Vitaker), građevinac koji je imao ozbiljan moždani udar dok je bio na lečenju kod Kovača zbog upale pluća. Luka je dobio slučaj, ali je njega i Ebi mesecima uhodio osvetoljubivi Ejms. Stanje je dostiglo vrhunac kad je Ejms uzeo Luku za taoca, podvrgao ga umnom i telesnom mučenju (jer je priklještio Kovaču ruku u stegi) i ubio se na krovu na oči prestravljenog lekara kad je policija došla. Kasnije, Ebi je zamolila Luku da je zaprosi pa je on to uradio. Luka je predložio da drže veridbu u tajnosti na šta je Ebi pristala, ali su saradnici uskoro otkrili.
Kad im je tajna otkrivena, Ebina sporoća u radu na svadbi je počela da uzrujava Luku pa je preuzeo sve u svoje ruke. U epizodi "Ne", Luka je spremio svadbu iznenađenja za Ebi i onda je ubedio da se uda za njega tada i tamo. Ipak, noć pre nego što su otišli na medeni mesec, njega su zvali iz Hrvatske i rekli mu da mu je otac bolestan pa je medeni mesec odložen, a Luka je hitno otputovao u rodnu državu. Kad se Kovač vratio kući bio je srećan što vidi Džoa i Ebi. Uskoro su stigle i vesti da mu je otac umro u Hrvatskoj. Dok se spremao za povratak u Hrvatsku, Ebi mu je rekla da je ponovo počela da pije, ali mu nije rekla da ga je prevarila sa drugim lekarom dok nije bio tu. Dok je Ebi tražila pomoć zbog pića, Luka i Džo su otišli u Hrvatsku na sahranu njegovom ocu. Dok je Ebi bila na lečenju, Luka se na kratko vratio u Čikago da je poseti, a tada je i dao otkaz u Opštoj. Kad su je pustili sa lečenja, Ebi je krenula sa njim i rekla mu za prevaru. Ubrzo posle toga su se vratili u SAD, a Luka je počeo da pokazuje znake da želi da okonča brak. On je prihvatio mesto lekara u malom domu kako bi učinio nešto dobro dok razmišlja šta da radi sa brakom, ne obraćajući pažnju na Ebino kajanje. Tamo je upoznao jednog čoveka koji mu je održao predavanje o životu i praštanju pa je na kraju 14. sezone Luka odlučio da oprosti Ebi, a pre toga je razgovarao sa Moretijem. On je predložio Ebi da se odsele iz Čikaga pa su odlučili da idu.
Tokom 15. i poslednje sezone serije Urgentni centar, na kraju epizode "Knjiga o Ebi", dugogodišnja bolničarka Hejle Adams pokazuje Ebi Lokhart na odlasku ormarić gde su svi raniji lekazi i aposleni ostavili pločice sa svojim imenima. Ebi je onda dodala svoju i Lukinu pločicu. Kovačeva poslednja pojava u seriji je došla malo kasnije u epizodi kad je došao da pokupi Ebi na put za Boston. Njih dvoje su se poljubili i pozdravili sa prijateljima iz Opšte, a prizor je podsetio na prizor iz 6. sezone kad se Kerol pozdravila sa njim poljupcem kad je otišla kod Daga i rekla mu da će naći pravu ženu jednog dana. Luka više nije viđen u seriji, ali je Ebi rekla preko telefona Nili da im je svima troma dobro u Bostonu.

## Spoljašnje veze
1. ↑  Goran Visnjic на веб-сајту  (језик: енглески)
2. ↑  Season 7, Episode 15, "The Crossing".